# 雑草の歌
雑草の歌（ざっそうのうた）は、美空ひばりのシングル。1976年4月1日に日本コロムビアから発売された。

## 概要
- 芸能生活30周年記念の年に発売され、2曲共にひばり自身の作詞で、A面『雑草の歌』は同年のFNS歌謡祭特別賞を受賞している。

## 収録曲
両曲共 作詞：加藤和枝
1. 雑草の歌　
  - 作曲：遠藤実、編曲：斉藤恒夫
2. 夜の雨
  - 作曲：曽根幸明、編曲：佐々永治